# Jiboia-da-mata-atlântica
A Jiboia-da-mata-atlântica é uma espécie de serpente pertencente ao gênero Boa. Se trata de uma espécie endêmica da mata atlântica, ocorrendo do estado do Rio de Janeiro até o Rio Grande do Norte.

## História
Após a análise de mais de mil espécimes de jiboia, espalhados em 50 museus por quatro países, se constatou que os indivíduos que tinham origem na Mata Atlântica eram diferentes em seus padrões de cores e desenhos, somados a analise genética, se constatou que se trata de uma espécie separada da conhecida Boa constrictor.